# (4760) Jia-xiang
(4760) Jia-xiang – planetoida z pasa głównego asteroid okrążająca Słońce w ciągu 3 lat 201 dni w średniej odległości 2,33 j.a. Została odkryta 1 kwietnia 1981 roku w Harvard Observatory. Przed nadaniem nazwy planetoida nosiła oznaczenie tymczasowe (4760) 1981 GN1.